# Санту-Антониу-ду-Тауа

Санту-Антониу-ду-Тауа на карте штата.

Санту-Антониу-ду-Тауа (порт. Santo Antônio do Tauá) — муниципалитет в Бразилии, входит в штат Пара. Составная часть мезорегиона Агломерация Белен. Входит в экономико-статистический микрорегион Кастаньял. Население составляет  26 674 человек на 2010 год. Занимает площадь 537,625 км². Плотность населения — 49,61 чел./км².

## История
Город основан 30 июня 1901 года.

## Демография
Согласно сведениям, собранным в ходе переписи 2010 г. Национальным институтом географии и статистики (IBGE), население муниципалитета составляет:
| Полное население                               | Полное население                               | Полное население                               | Полное население                               | 26 674 |
| ---------------------------------------------- | ---------------------------------------------- | ---------------------------------------------- | ---------------------------------------------- | ------ |
| в том числе:                                   | Городское население                            | 14 871                                         | Процент городского населения, %                | 55,75  |
|                                                | Сельское население                             | 11 803                                         | Процент сельского населения, %                 | 44,25  |
|                                                | Мужское население                              | 13 433                                         | Процент мужского населения, %                  | 50,36  |
|                                                | Женское население                              | 13 241                                         | Процент женского населения, %                  | 49,64  |
| Плотность населения, чел/км²                   | Плотность населения, чел/км²                   | Плотность населения, чел/км²                   | Плотность населения, чел/км²                   | 49,61  |
| Население муниципалитета в % к населению штата | Население муниципалитета в % к населению штата | Население муниципалитета в % к населению штата | Население муниципалитета в % к населению штата | 0,35   |

По данным оценки 2015 года население муниципалитета составляет 29 629 жителей.

## Статистика
- Валовой внутренний продукт на 2003 год составляет 58 781 595,00 реалов (данные: Бразильский институт географии и статистики).
- Валовой внутренний продукт на душу населения на 2003 год составляет 2810,10 реалов (данные: Бразильский институт географии и статистики).
- Индекс развития человеческого потенциала на 2000 год составляет 0,694 (данные: Программа развития ООН).

## Административное деление
Муниципалитет состоит из 3 дистриктов:
| № | Наименование дистрикта   | Наименование дистрикта (порт.) | Территория, км² | Население, чел.(2010) | Население, чел.(2010) | Население, чел.(2010) | Плотность, чел./км² | Код дистрикта |
| № | Наименование дистрикта   | Наименование дистрикта (порт.) | Территория, км² | всего                 | городское             | сельское              | Плотность, чел./км² | Код дистрикта |
| 1 | Санту-Антониу-ду-Тауа    | Santo Antônio do Tauá          | 221,55          | 16 145                | 12 594                | 3551                  | 72,87               | 150700305     |
| 2 | Эспириту-Санту-ду-Тауа   | Espírito Santo do Tauá         | 97,85           | 4347                  | 1074                  | 3273                  | 44,43               | 150700310     |
| 3 | Сан-Раймунду-ди-Боральюс | São Raimundo de Borralhos      | 218,23          | 6182                  | 1203                  | 4979                  | 28,33               | 150700315     |

## Важнейшие населенные пункты
| № | Населённый пункт         | Населённый пункт (порт.)  | Категория | Население чел. (2010) | На карте                       |
| - | ------------------------ | ------------------------- | --------- | --------------------- | ------------------------------ |
| 1 | Санту-Антониу-ду-Тауа    | Santo Antônio do Tauá     | город     | 12 594                | 1°09′05″ ю. ш. 48°07′59″ з. д. |
| 2 | Патауатеуа               | Patauateua                | поселок   | 1574                  | 1°02′15″ ю. ш. 48°07′30″ з. д. |
| 3 | Сан-Раймунду-ди-Боральюс | São Raimundo de Borralhos | поселок   | 1203                  | 1°01′30″ ю. ш. 48°14′30″ з. д. |
| 4 | Эспириту-Санту-ду-Тауа   | Espírito Santo do Tauá    | поселок   | 1074                  | 1°06′30″ ю. ш. 48°13′18″ з. д. |
| 5 | Тракуатеуа-да-Понта      | Tracuateua da Ponta       | поселок   | 941                   | 1°05′03″ ю. ш. 48°13′23″ з. д. |
| 6 | Санта-Терезинья          | Santa Teresinha           | поселок   | 814                   | 1°11′54″ ю. ш. 48°01′40″ з. д. |